# مخفی (فیلم ۲۰۰۹)
«مخفی» (انگلیسی: Secret (2009 film)) یک فیلم است که در سال ۲۰۰۹ منتشر شد.